# Holothuria mexicana
Holothuria mexicana är en sjögurkeart som beskrevs av Ludwig 1875. Holothuria mexicana ingår i släktet Holothuria och familjen Holothuriidae. Inga underarter finns listade i Catalogue of Life.

## Bildgalleri

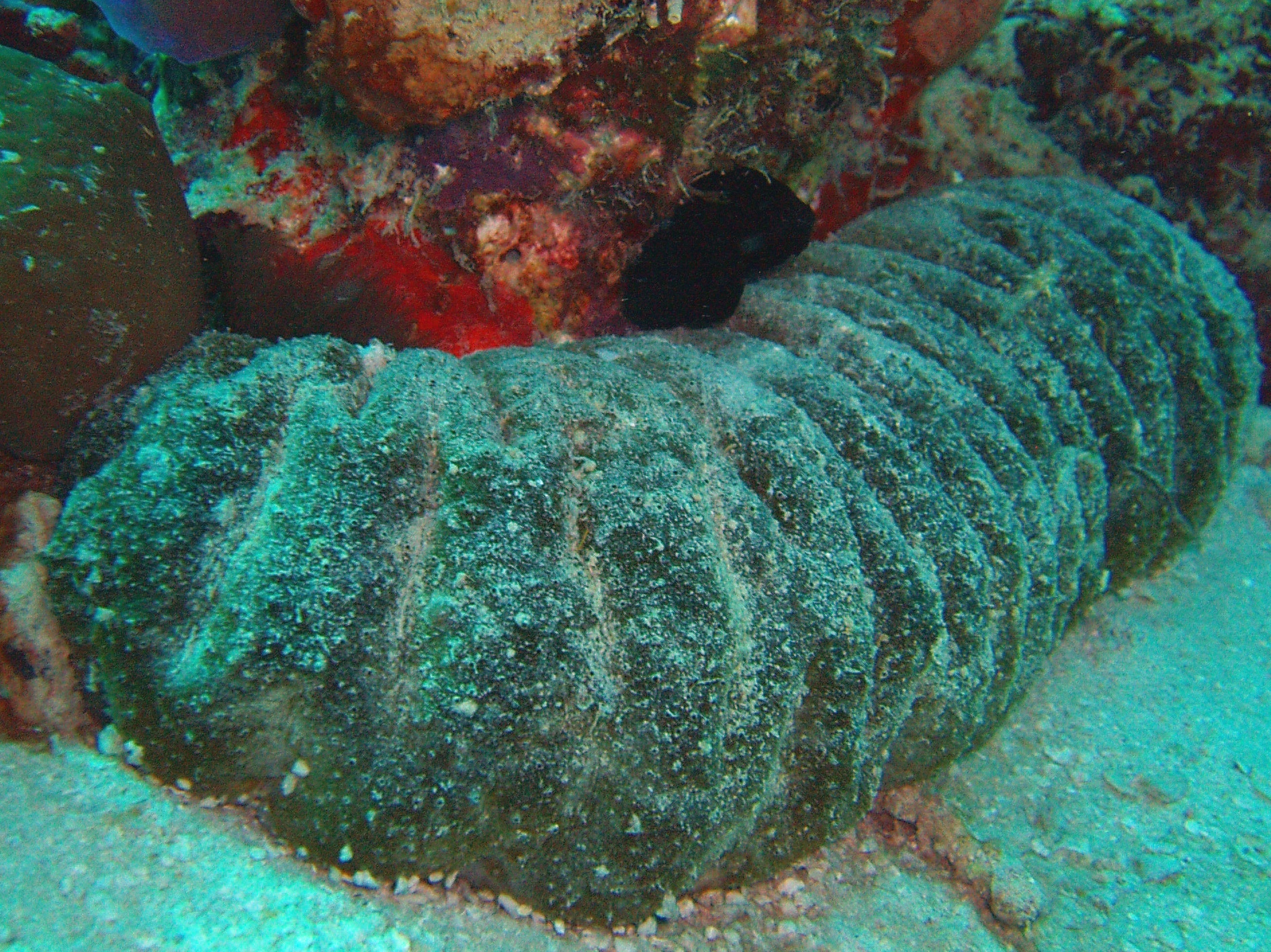